# Troféu Mesa Redonda
O Troféu Mesa Redonda é uma premiação anual idealizada em 2004 pelo jornalista Flávio Prado e concedida pelo programa Mesa Redonda, da TV Gazeta, originalmente aos melhores jogadores do Campeonato Brasileiro e subsequentemente para os melhores da Temporada no Futebol Brasileiro. Realizada no anfiteatro da Fundação Cásper Líbero, o evento é uma das principais premiações de futebol do país.
Os destaques do campeonato são determinados por meio do voto do público que escolhe os três melhores jogadores de cada posição. A partir disso, uma comissão de jornalistas elege a melhor seleção do campeonato. Em 2019, o evento chegou à sua 16ª edição.
Desde 2015, o craque do campeonato é premiado com o Troféu Gazeta Esportiva.

## Premiações

### Seleções do Campeonato

#### 2011
| Pos. | Jogador        | Clube         |
| ---- | -------------- | ------------- |
| G    | Júlio César    | Corinthians   |
| LD   | Fagner         | Vasco da Gama |
| Z    | Dedé           | Vasco da Gama |
| Z    | Leandro Castan | Corinthians   |
| LE   | Cortez         | Botafogo      |
| V    | Paulinho       | Corinthians   |
| V    | Ralf           | Corinthians   |
| M    | Thiago Neves   | Flamengo      |
| M    | Alex           | Corinthians   |
| A    | Neymar         | Santos        |
| A    | Leandro Damião | Internacional |
| T    | Tite           | Corinthians   |

Prêmios
- Melhor jogador Neymar
- Revelação – Willian (Corinthians)
- Homenageados o mesatenista, Hugo Hoyama, e o nadador, Thiago Pereira.

#### 2012
| Pos. | Jogador         | Clube            |
| ---- | --------------- | ---------------- |
| G    | Diego Cavalieri | Corinthians      |
| LD   | Marcos Rocha    | Atlético Mineiro |
| Z    | Gilberto Silva  | Grêmio           |
| Z    | Dedé            | Vasco da Gama    |
| LE   | Carlinhos       | Fluminense       |
| V    | Jean            | Fluminense       |
| V    | Paulinho        | Corinthians      |
| M    | Ronaldinho      | Atlético Mineiro |
| M    | Lucas           | São Paulo        |
| A    | Neymar          | Santos           |
| A    | Fred            | Fluminense       |
| T    | Abel Braga      | Fluminense       |

Prêmios
- Melhor jogador: Neymar
- Revelação: Bernard (Atlético Mineiro)
- Homenageados: José Roberto Guimarães, Sheila, Jaqueline e Falcão.

#### 2013
| Pos. | Jogador         | Clube                |
| ---- | --------------- | -------------------- |
| G    | Jefferson       | Botafogo             |
| LD   | Luis Ricardo    | Portuguesa           |
| Z    | Dedé            | Vasco da Gama        |
| Z    | Paulo André     | Corinthians          |
| LE   | Alex Telles     | Grêmio               |
| V    | Nílton          | Cruzeiro             |
| V    | Elias           | Corinthians          |
| M    | Éverton Ribeiro | Cruzeiro             |
| M    | Paulo Baier     | Athletico Paranaense |
| A    | Willian         | Cruzeiro             |
| A    | Hernane         | Flamengo             |
| T    | Vagner Mancini  | Athletico Paranaense |

Prêmios
- Melhor jogador: Éverton Ribeiro
- Revelação – Marcelo Cirino (Athletico Paranaense)
- Homenageados: Corinthians, Palmeiras e Bom Senso F.C.

#### 2014
| Pos. | Jogador          | Clube            |
| ---- | ---------------- | ---------------- |
| G    | Marcelo Grohe    | Grêmio           |
| LD   | Marcos Rocha     | Atlético Mineiro |
| Z    | Dedé             | Cruzeiro         |
| Z    | Gil              | Corinthians      |
| LE   | Egídio           | Cruzeiro         |
| V    | Arouca           | Santos           |
| M    | Kaká             | São Paulo        |
| M    | Éverton Ribeiro  | Cruzeiro         |
| M    | Ricardo Goulart  | Cruzeiro         |
| A    | Hernán Barcos    | Grêmio           |
| A    | Guerrero         | Corinthians      |
| T    | Marcelo Oliveira | Cruzeiro         |

Prêmios
- Revelação – Gabriel Barbosa (Santos)
- Melhor jogador – Ricardo Goulart (Cruzeiro)
- Troféu Constantino Cury: Aranha (Santos)
- Homenagens: Alexsandro de Souza, Ademir da Guia, Dudu e Cafu

#### 2015
| Pos. | Jogador          | Clube            |
| ---- | ---------------- | ---------------- |
| G    | Cássio           | Corinthians      |
| LD   | Lucas            | Palmeiras        |
| Z    | Gil              | Corinthians      |
| Z    | Jemerson         | Atlético Mineiro |
| LE   | Douglas Santos   | Atlético Mineiro |
| V    | Elias            | Corinthians      |
| M    | Renato Augusto   | Corinthians      |
| M    | Jadson           | Corinthians      |
| M    | Lucas Lima       | Santos           |
| A    | Luan             | Grêmio           |
| A    | Ricardo Oliveira | Santos           |
| T    | Tite             | Corinthians      |

Prêmios
- Craque do Campeonato (Troféu Gazeta Esportiva): Renato Augusto (Corinthians);
- Revelação do campeonato: Gabriel Jesus (Palmeiras).
- Atletas Homenageado(a)s[3]: Fofão e Emerson Leão

#### 2016
| Pos. | Jogador          | Clube       |
| ---- | ---------------- | ----------- |
| G    | Alex Muralha     | Flamengo    |
| LD   | Fagner           | Corinthians |
| Z    | Yerry Mina       | Palmeiras   |
| Z    | Geromel          | Grêmio      |
| LE   | Zeca             | Santos      |
| LE   | Jorge            | Flamengo    |
| V    | Willian Arão     | Flamengo    |
| V    | Tchê Tchê        | Palmeiras   |
| M    | Moisés           | Palmeiras   |
| M    | Camilo           | Botafogo    |
| M    | Lucas Lima       | Santos      |
| A    | Gabriel Jesus    | Palmeiras   |
| A    | Ricardo Oliveira | Santos      |
| T    | Cuca             | Palmeiras   |

Prêmios
- Craque do Campeonato (Troféu Gazeta Esportiva): Gabriel Jesus (Palmeiras);
- Revelação do campeonato: Vitor Bueno (Santos).
- Atletas Homenageado(a)s: Jailson, Gabriel Jesus, e Zeca.

#### 2017
| Pos. | Jogador         | Clube       |
| ---- | --------------- | ----------- |
| G    | Cássio          | Corinthians |
| LD   | Fagner          | Corinthians |
| Z    | Fabián Balbuena | Corinthians |
| Z    | Pablo           | Corinthians |
| LE   | Diogo Barbosa   | Cruzeiro    |
| V    | Gabriel         | Corinthians |
| V    | Bruno Silva     | Botafogo    |
| M    | Moisés          | Palmeiras   |
| M    | Hernanes        | São Paulo   |
| A    | Bruno Henrique  | Santos      |
| A    | Jô              | Corinthians |
| T    | Fábio Carille   | Corinthians |

Prêmios
- Craque do Campeonato (Troféu Gazeta Esportiva): Hernanes (São Paulo);
- Revelação do campeonato: Clayson (Corinthians).
- Atletas Homenageado(a)s: Mazzola e Marcelo Melo.

#### 2018
| Pos. | Jogador             | Clube     |
| ---- | ------------------- | --------- |
| G    | Vanderlei           | Santos    |
| LD   | Rodinei             | Flamengo  |
| Z    | Dedé                | Cruzeiro  |
| Z    | Geromel             | Grêmio    |
| LE   | Reinaldo            | São Paulo |
| V    | Felipe Melo         | Palmeiras |
| V    | Bruno Henrique      | Palmeiras |
| M    | Lucas Paquetá       | Flamengo  |
| M    | Lucas Lima          | Palmeiras |
| A    | Dudu                | Palmeiras |
| A    | Gabriel             | Santos    |
| T    | Luiz Felipe Scolari | Palmeiras |

Prêmios
- Craque do Campeonato (Troféu Gazeta Esportiva): Bruno Henrique (Palmeiras);
- Revelação do campeonato: Rodrygo (Santos).
- Atletas Homenageado(a)s[3]: Hortência Marcari, Falcão do Futsal, e Zé Roberto

#### 2019
| Pos. | Jogador         | Clube     |
| ---- | --------------- | --------- |
| G    | Weverton        | Palmeiras |
| LD   | Marcos Rocha    | Palmeiras |
| Z    | Lucas Veríssimo | Santos    |
| Z    | Bruno Alves     | São Paulo |
| LE   | Reinaldo        | São Paulo |
| V    | Willian Arão    | Flamengo  |
| V    | Gerson          | Flamengo  |
| M    | Éverton Ribeiro | Flamengo  |
| M    | Michael         | Goiás     |
| A    | Gabriel         | Flamengo  |
| A    | Bruno Henrique  | Flamengo  |
| T    | Jorge Jesus     | Flamengo  |

Prêmios
- Craque do Campeonato (Troféu Gazeta Esportiva): Bruno Henrique (Flamengo);
- Revelação do campeonato: Talles Magno (Vasco).
- Atletas Homenageado(a)s[3]: Jorge Jesus, Vanderlei Luxemburgo, Érika, Tamires e Lelê

#### 2020
| Pos. | Jogador          | Clube               |
| ---- | ---------------- | ------------------- |
| G    | Weverton         | Palmeiras           |
| LD   | Fagner           | Corinthians         |
| Z    | Lucas Veríssimo  | Santos              |
| Z    | Gustavo Gómez    | Palmeiras           |
| LE   | Guilherme Arana  | Atlético Mineiro    |
| V    | Edenílson        | Internacional       |
| M    | De Arrascaeta    | Flamengo            |
| M    | Claudinho        | Red Bull Bragantino |
| M    | Yeferson Soteldo | Santos              |
| A    | Marinho          | Santos              |
| A    | Thiago Galhardo  | Internacional       |
| T    | Abel Ferreira    | Palmeiras           |

Prêmios
- Craque do Campeonato (Troféu Gazeta Esportiva): Marinho (Santos);
- Revelação do campeonato: Gabriel Menino (Palmeiras).

#### 2021
| Pos. | Jogador         | Clube               |
| ---- | --------------- | ------------------- |
| G    | Weverton        | Palmeiras           |
| LD   | Yago Pikachu    | Fortaleza           |
| Z    | Léo Ortiz       | Red Bull Bragantino |
| Z    | Junior Alonso   | Atlético Mineiro    |
| LE   | Guilherme Arana | Atlético Mineiro    |
| V    | Willian Arão    | Flamengo            |
| M    | Raphael Veiga   | Palmeiras           |
| M    | Nacho Fernández | Atlético Mineiro    |
| A    | Artur           | Red Bull Bragantino |
| A    | Hulk            | Atlético Mineiro    |
| A    | Bruno Henrique  | Flamengo            |
| T    | Cuca            | Atlético Mineiro    |

Prêmios
- Craque do Campeonato (Troféu Gazeta Esportiva): Hulk (Atlético Mineiro);
- Revelação do campeonato: João Victor (Corinthians).

#### 2022
| Pos. | Jogador        | Clube                |
| ---- | -------------- | -------------------- |
| G    | Cássio         | Corinthians          |
| LD   | Rodinei        | Flamengo             |
| Z    | David Luiz     | Flamengo             |
| Z    | Pedro Henrique | Athletico Paranaense |
| LE   | Piquerez       | Palmeiras            |
| V    | André          | Fluminense           |
| V    | Zé Rafael      | Palmeiras            |
| M    | Arrascaeta     | Flamengo             |
| M    | Gustavo Scarpa | Palmeiras            |
| A    | Rony           | Palmeiras            |
| A    | Pedro          | Flamengo             |
| T    | Dorival Júnior | Flamengo             |

Prêmios
- Craque do Campeonato (Troféu Gazeta Esportiva): Gustavo Scarpa (Palmeiras);
- Revelação do campeonato: Endrick (Palmeiras):
- Gol mais bonito: Rony (Palmeiras)

#### 2023
| Pos. | Jogador       | Clube            |
| ---- | ------------- | ---------------- |
| G    | Éverson       | Atlético Mineiro |
| LD   | Rafinha       | São Paulo        |
| Z    | Murilo        | Palmeiras        |
| Z    | Beraldo       | São Paulo        |
| LE   | Piquerez      | Palmeiras        |
| V    | Tchê Tchê     | Botafogo         |
| V    | Villasanti    | Grêmio           |
| M    | Raphael Veiga | Palmeiras        |
| A    | Lucas Moura   | São Paulo        |
| A    | Luis Suárez   | Grêmio           |
| A    | Endrick       | Palmeiras        |
| T    | Abel Ferreira | Palmeiras        |

Prêmios
- Craque do Campeonato (Troféu Gazeta Esportiva): Luis Suárez (Grêmio);
- Revelação do campeonato: Gabriel Moscardo (Corinthians):
- Homenageados: Abel Ferreira, Miranda, Hernanes e Dedé.

#### 2024
| Pos. | Jogador       | Clube         |
| ---- | ------------- | ------------- |
| G    | Hugo Souza    | Corinthians   |
| LD   | William       | Cruzeiro      |
| Z    | Vitor Reis    | Palmeiras     |
| Z    | Alan Franco   | São Paulo     |
| LE   | Alex Telles   | Botafogo      |
| V    | Thiago Maia   | Internacional |
| M    | Alan Patrick  | Internacional |
| M    | Raphael Veiga | Palmeiras     |
| A    | Estêvão       | Palmeiras     |
| A    | Yuri Alberto  | Corinthians   |
| A    | Luiz Henrique | Botafogo      |
| T    | Artur Jorge   | Botafogo      |

Prêmios
- Craque do Campeonato (Troféu Gazeta Esportiva): Estêvão (Palmeiras);
- Revelação do campeonato: Estêvão (Palmeiras):
- Craque Estrangeiro: Rodrigo Garro (Corinthians)
- Homenageados: Neto, Santos Futebol Clube, Thiago Maia e elenco brasileiro campeão da Copa do Mundo de 1994